# Carl Fredrik Ridderstad

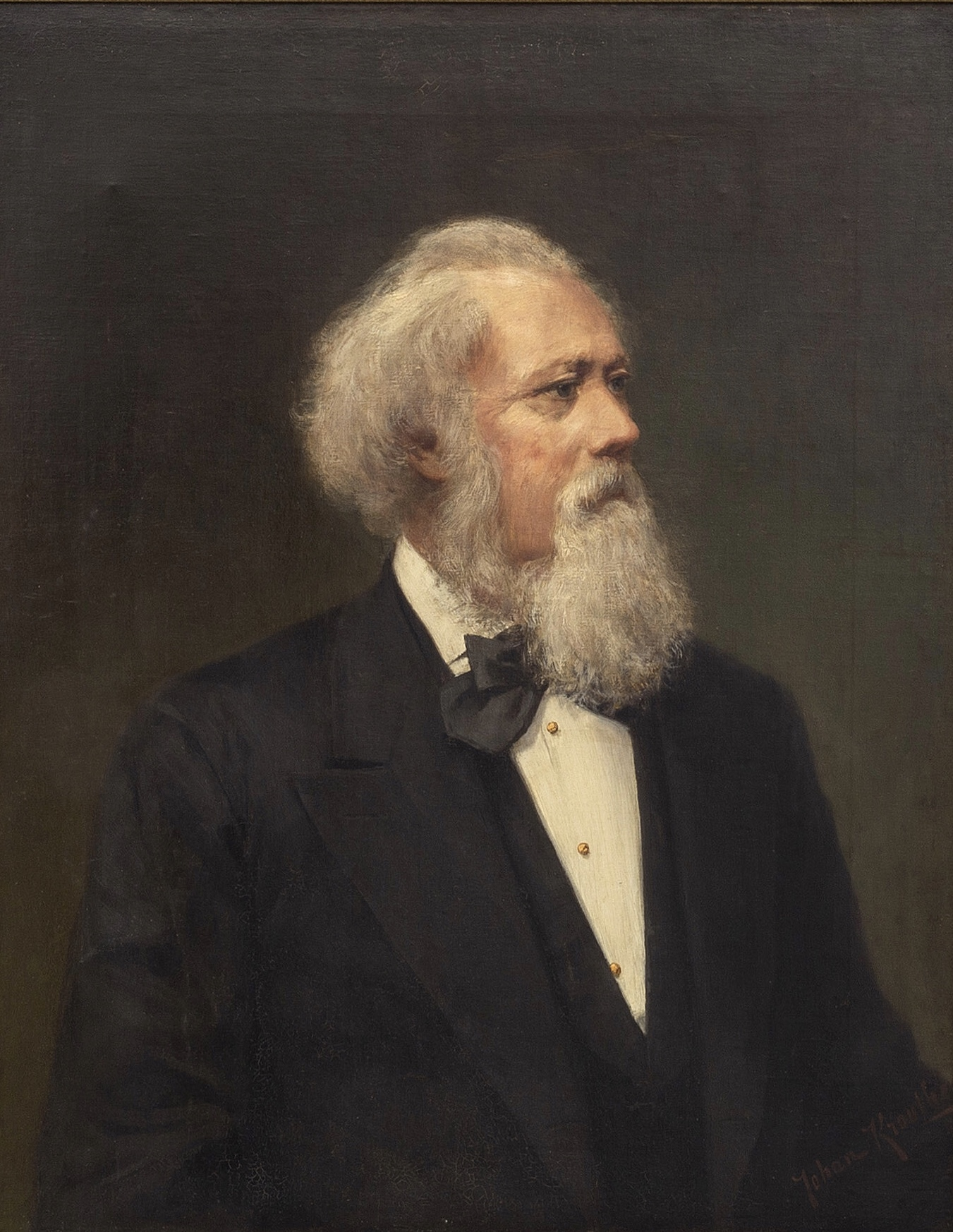
Carl Fredrik Ridderstad, 1882.

Carl Fredrik Ridderstad (* 18. Oktober 1807 in Rådmansö (Stockholms län); † 12. August 1886 in Linköping) war ein schwedischer Journalist, Schriftsteller und Politiker.

## Leben und Werk
Carl Fredrik Ridderstad, Sohn des Hofstallmeisters Carl Fredrik Ridderstad und der Märta Charlotta Hedvig Wallenstråle, betrat zuerst 1821 die militärische Laufbahn, nahm jedoch 1840 seinen Abschied, um sich literarischen Arbeiten zu widmen. Er ließ sich in Linköping nieder, wo er seitdem eines der angesehensten Provinzialblätter, den Östgöta Correspondenten, redigierte und als Verleger tätig war. Von 1844 bis 1868 nahm er als freisinniges Mitglied des Reichstags auch an den politischen Angelegenheiten Schwedens teil. Er starb  am 12. August 1886 im Alter von 78 Jahren in Linköping.
Ridderstad gab lyrische Gedichte (2 Bde., Linköping 1856–58) und Novellen (3 Bde. Linköping 1849) heraus, schrieb auch mehrere Theaterstücke, die mit Beifall aufgeführt wurden, wandte sich aber später fast ausschließlich dem Roman zu und nahm auf diesem Gebiet einen ansehnlichen Platz in der schwedischen Literatur ein. Unter seinen Romanen, die meist in die schwedische Geschichte eingebettet sind und damit Vorläufer des historischen Romans darstellen, wurden u. a. ins Deutsche übersetzt:
- Svarta Handen (2 Bde., Stockholm 1848; deutsch Die schwarze Hand, 2 Bde., Leipzig 1852) mit der Fortsetzung Far och Sohn (2 Bde., Linköping 1852–53; deutsch Vater und Sohn, 2 Bde., Stuttgart 1854)
- Drabanten, 2 Bde., Linköping 1849–50; deutsch Der Trabant, 2 Bde., Grimma 1851
- Samvetet eller Stockholms-mysterier, 3 Bde., Linköping 1851; deutsch Das Gewissen oder Die Geheimnisse von Stockholm, 3 Bde., Grimma 1851–52
- Drottning Lovisa Ulrikas hof, 3 Bde., Linköping 1854–56; deutsch Königin Luise Ulrike und ihr Hof, 3 Bde., Stuttgart 1856–57

Die Darstellung Ridderstads ist etwas breit, und seine Charaktere ermangeln nicht selten der deutlichen Zeichnung; dafür aber gebietet er über eine reiche und kräftige Phantasie, und seine Schöpfungen sind voll Leben und Wärme.